# James Gray (director de cine)
James Gray (Nueva York; 14 de abril de 1969) es un guionista y director de cine estadounidense de ascendencia judía rusa.

## Biografía
Los abuelos de Gray llegaron a Ellis Island, Nueva York, en 1923 provenientes de la comunidad judía de Ostropol (antes Imperio ruso, actualmente Ucrania), escapando de los pogromos antisemitas.
Estudió en la School of Cinematic Arts de la Universidad del Sur de California donde, como trabajo académico, rodó una película titulada Cowboys and Angels que llamó la atención del productor Paul Webster, quien le animó a escribir un guion y le prometió ayudarle en su producción.
Con 25 años, Gray dirigió su primera película profesional, Little Odessa (Cuestión de sangre), un film de cine negro que cuenta la historia de un asesino a sueldo y su relación con su hermano tras regresar a su lugar natal, Little Odessa, un barrio de Brighton Beach, Brooklyn. La película ganó el León de Plata a la mejor dirección en el Festival Internacional de Cine de Venecia de 1994.
En 2000, Miramax distribuyó su segunda película, The Yards (La otra cara del crimen), escrita y rodada en 1998. 
Su tercera película, We Own the Night estuvo protagonizada por Joaquín Phoenix y Mark Wahlberg, compitió en el Festival Internacional de Cine de Cannes y obtuvo críticas desiguales de la prensa acreditada.
En 2008 se estrenó su película Two Lovers, inspirada en Noches blancas de Dostoyevski y protagonizada por Joaquín Phoenix y Gwyneth Paltrow.

## Filmografía
- 1994: Little Odessa (título en español: Cuestión de sangre. Little Odessa). Guionista y director.
- 2000: The Yards (título en español: La otra cara del crimen). Guionista y director.
- 2007: We Own the Night (título en español: La noche es nuestra). Guionista y director.
- 2008: Two Lovers. Guionista (junto a Ric Menello) y director.
- 2013:  The Inmigrant (título en español: El sueño de Ellis). Guionista y director.
- 2016:  The Lost City of Z. (título en español: La ciudad perdida de Z). Guionista y director.
- 2019:  Ad Astra. (título en español: Ad Astra). Guionista, director y productor.
- 2022: Armageddon Time.